# Olimpiai érmesek listája rögbiben
Ez a lap az olimpiai érmesek listája rögbiben 1900-tól 1924-ig.

## Összesített éremtáblázat
(A táblázatokban Magyarország és a rendező nemzet sportolói eltérő háttérszínnel, az egyes számoszlopok legmagasabb értéke vagy értékei vastagítással kiemelve.)
| A nyári olimpiai játékok összesített éremtáblázata rögbiben | A nyári olimpiai játékok összesített éremtáblázata rögbiben | A nyári olimpiai játékok összesített éremtáblázata rögbiben | A nyári olimpiai játékok összesített éremtáblázata rögbiben | A nyári olimpiai játékok összesített éremtáblázata rögbiben | Olimpia  |
| ----------------------------------------------------------- | ----------------------------------------------------------- | ----------------------------------------------------------- | ----------------------------------------------------------- | ----------------------------------------------------------- | -------- |
|                                                             | Ország                                                      | Arany                                                       | Ezüst                                                       | Bronz                                                       | Összesen |
| 1.                                                          | Egyesült Államok                                            | 2                                                           | 0                                                           | 0                                                           | 2        |
| 2.                                                          | Franciaország                                               | 1                                                           | 2                                                           | 0                                                           | 3        |
| 3.                                                          | Ausztrálázsia                                               | 1                                                           | 0                                                           | 0                                                           | 1        |
|                                                             |                                                             |                                                             |                                                             |                                                             |          |
| 4.                                                          | Nagy-Britannia                                              | 0                                                           | 2                                                           | 0                                                           | 2        |
| 5.                                                          | Németország                                                 | 0                                                           | 1                                                           | 0                                                           | 1        |
|                                                             |                                                             |                                                             |                                                             |                                                             |          |
| 6.                                                          | Románia                                                     | 0                                                           | 0                                                           | 1                                                           | 1        |
|                                                             |                                                             |                                                             |                                                             |                                                             |          |
| Összesen                                                    | Összesen                                                    | 4                                                           | 5                                                           | 1                                                           | 10       |

## Érmesek
| Olimpia         | Arany | Ezüst | Bronz |
| 1900, Párizs    | Franciaország (FRA) · Wladimir Aïtoff · A. Albert · Léon Binoche · Jean Collas · Jean-Guy Gauthier · Auguste Giroux · Charles Gondouin · Constantin Henriquez · Jean Hervé · Victor Larchandet · Hubert Lefèbvre · Joseph Olivier · Alexandre Pharamond · Frantz Reichel · André Rischmann · Albert Roosevelt · Émile Sarrade | Németország (GER) · Albert Amrhein · Hugo Betting · Jacob Herrmann · Willy Hofmeister · Hermann Kreuzer · Arnold Landvoigt · Hans Latscha · Erich Ludwig · Richard Ludwig · Fritz Müller · Eduard Poppe · Heinrich Reitz · August Schmierer · Adolf Stockhausen · Georg Wenderoth | Nem adták ki |
| 1900, Párizs    | Franciaország (FRA) · Wladimir Aïtoff · A. Albert · Léon Binoche · Jean Collas · Jean-Guy Gauthier · Auguste Giroux · Charles Gondouin · Constantin Henriquez · Jean Hervé · Victor Larchandet · Hubert Lefèbvre · Joseph Olivier · Alexandre Pharamond · Frantz Reichel · André Rischmann · Albert Roosevelt · Émile Sarrade | Nagy-Britannia (GBR) · F. C. Bayliss · J. Henry Birtles · James Cantion · Arthur Darby · Clement Deykin · L. Hood · M. L. Logan · H. A. Loveitt · Herbert Nicol · V. Smith · M. W. Talbot · Joseph Wallis · Claude Whittindale · Raymond Whittindale · Francis Wilson | Nem adták ki |
| 1904 St. Louis  | Nem szerepelt az olimpiai programban | Nem szerepelt az olimpiai programban | Nem szerepelt az olimpiai programban |
| 1908, London    | Ausztrálázsia (ANZ) · Phillip Carminchael · Charles Russell · Daniel Carroll · John Hickey · Frank Smith · Christopher McKivatt · Arthur McCabe · Thomas Griffen · Jumbo Barnett · Patrick McCue · Sydney Middleton · Tom Richards · Malcolm McArthur · Charles McMurtriel · Robert Craig | Nagy-Britannia (GBR) · Edward Jackett · Barney Solomon · Bert Solomon · L. F. Dean · J. T. Jose · Thomas Wedge · James Davey · Richard Jackett · E. J. Jones · Arthur Wilson · Nicholas Tregurtha · A. Lawrey · C. R. Marshall · A. Wilcocks · John Trevaskis | Nem adták ki (csak két csapat indult) |
| 1912 Stockholm  | Nem szerepelt az olimpiai programban | Nem szerepelt az olimpiai programban | Nem szerepelt az olimpiai programban |
| 1920, Antwerpen | Egyesült Államok (USA) · Daniel Carroll · Charles Doe · George Fish · James Fitzpatrick · Joseph Hunter · Morris Kirksey · Charles Mehan · John Muldoon · John O’Neil · John Patrick · Cornelius Righter · Rudy Scholz · Robert L. Templeton · Charles Lee Tilden, Jr. · Babe Slater · James Winston · Heaton Wrenn | Franciaország (FRA) · Edouard Bader · François Borde · Adolphe Bousquet · Jean Bruneval · Alphonse Castex · André Chilo · René Crabos · Curtet · Alfred Eluère · Jacques Forestier · Grenet · Maurice Labeyrie · Robert Levasseur · Pierre Petiteau · Raoul Thiercelin · Raymond Berrurier · Constant Lamaignière · Eugène Soulié · Robert Thierry | Nem adták ki (csak két csapat indult) |
| 1924, Párizs    | Egyesült Államok (USA) · Phil Clark · Norman Cleaveland · Dudley DeGroot · Bob Devereaux · George Dixon · Charles Doe · Linn Farrish · Ed Graff · Richard Hyland · Caesar Mannelli · John O’Neil · John Patrick · William Rogers · Rudy Scholz · Babe Slater · Norm Slater · Ed Turkington · Alan Valentine · Alan WilliamsCharlie Austin · R. Brown · J. Cashel · Hugh Cunningham · C. Grondona · Joseph Hunter · Charles Mehan · John Muldoon · William S. Muldoon · Charles Lee Tilden, Jr. | Franciaország (FRA) · René Araou · Jean Bayard · Louis Béguet · André Béhotéguy · Alexandre Bioussa · Étienne Bonnes · Adolphe Bousquet · Aimé Cassayet-Armagnac · Clément Dupont · Albert Dupouy · Jean Etcheberry · Henri Galau · Gilbert Gérintès · Raoul Got · Adolphe Jauréguy · René Lasserre · Marcel-Frédéric Lubin-Lebrère · Étienne Piquiral · Jean VaysseF. Abraham · Marcel Besson · François Borde · F. Cayrol · François Clauzel · E. Frayssinet · Charles-Antoine Gonnet · Louis Lepatey · Camille Montade · Roger Piteu · Eugène Ribère | Románia (ROU) · Dumitru Armăşel · Gheorghe Benția · Teodor Florian · Ion Gîrleşteanu · Nicolae Mărăscu · Teodor Marian · Sorin Mihăilescu · Paul Nedelcovici · Iosif Nemeş · Eugen Sfetescu · Mircea Sfetescu · Soare Sterian · Atanasie Tănăsescu · Mihai Vardala · Paul Vidraşcu · Dumitru VolvoreanuNicolae Anastasiade · J. Cociociaho · Constantin Cratunescu · Petre Ghiţulescu · Octav Luchide · Jean Henry Manu · Mircea Stroescu |